# سيلين ديون
سيلين ماري كلوديت ديون (بالفرنسية: Céline Marie Claudette Dion) (مواليد 30 مارس 1968)، هي مغنية بوب كندية مشهورة جدًا بصوتها القوي وموهبتها في الغناء، ولا تزال الفنانة الكندية الأكثر مبيعًا وإحدى أفضل الفنانين على الإطلاق بنسبة مبيعات قياسية بلغت 200 مليون نسخة في جميع أنحاء العالم.

## نشأة
وُلدت في عائلة كبيرة من شارلمان في كوبيك، ظهرت نجمةً مراهقة في بلدها مع سلسلة من الألبومات باللغة الفرنسية خلال الثمانينيات. نالت شهرة دولية بفوزها في مهرجان ياماها العالمي للأغنية الشعبية سنة 1982 ومسابقة الأغنية الأوروبية سنة 1988 حيث مثلت سويسرا آنذاك. بعد تعلمها اللغة الإنجليزية وقعت عقدًا لـ (Epic records) في الولايات المتحدة.

## أعمالها
أطلقت أول ألبوم باللغة الإنجليزية لها سنة 1990 وهو (Inison) الذي أكسبها شهرة كبيرة في أمريكا الشمالية وسائر البلدان المتحدثة بالإنجليزية في العالم. ديون حائزة على جائزة غرامي وجائزة جونو. سيلين ديون متزوجة من مدير أعمالها الملياردير الكندي سوري الأصل رينيه انجيليل منذ عام 1994. بدأت الغناء في العقد 1980 في فرنسا، واشتهرت عالمياً في العقد 1990. أصدرت أول ألبوم لها في عام 1981 باللغة الفرنسية وهو "La Voix du Bon Dieu"، وبعد عام شاركت في مسابقة موسيقية في طوكيو، اليابان وحصلت على الجائزة الأولى. في عام 1987 أنتجت ألبوماً آخراً باسم "Incognito" والذي حقق نجاحاً كبيراً. في عام 1988، بعد أن عاشت في سويسرا لفترة، شاركت في مسابقة يوروفيجن للأغاني (Eurovision Song Contest) التي أقيمت هناك، واستطاعت الفوز فيها ممثلة سويسرا. أطلقت أول ألبوم باللغة الإنجليزية لها في عام 1990 وهو "Unison" الذي اكسبها شهرة عالمية.
بعد عودتها إلى أمريكا الشمالية، عملت في الولايات المتحدة الأمريكية وقامت بعدة أعمال موسيقية منها أغنية لفيلم ديزني الجميلة والوحش. ومما زاد من شهرتها عالمياً أغنية "My Heart Will Go On" التي سجلتها لفيلم تيتانك في عام 1997.
كان لها ثلاثة من الأغاني التي احتلت مرتبةً أولى في عالم الأغنية، وهي The Power of Love وBecause You Loved Me وI’m Your Angel .

## الحالة الصحية
أصيبت سيلين ديون في العام 2022 بمتلازمة الشخص المتيبس، وهو مرض عصبي نادر، حيث صرحت في بيان "إن العامين الماضيين شكلا تحدياً كبيراً لي، بدءاً باكتشاف مرضي وصولاً إلى تعلمي طريقة التعايش معه من دون أن أسمح له بأن يحدد من أنا، في حين يستمر مسار استئناف مسيرتي الغنائية، أدركت كم افتقدت الغناء ورؤية محبيني. وخلال فترة غيابي، قررت توثيق هذه المرحلة من حياتي لمحاولة التوعية بهذا المرض غير المعروف بصورة كبيرة ولمساعدة المصابين به".
في أبريل 2024 وبمقابلة مع مجلة فوغ الفرنسية صرحت سيلين ديون بقولها: "لم أنتصر على المرض، فهو لا يزال بداخلي وسيبقى دائماً. آمل أن تتوصل الأبحاث العلمية إلى علاج شافٍ له، لكن عليّ أن أتعلّم كيف أتعايش معه".
في يونيو 2024 عُرض فيلم وثائقي عن مرضها تظهر فيه سلين ديون ضمن مشاهد تتحدث فيه عن مرضها، وعن إفراطها في تناول "أدوية خطرة للغاية" لمواجهة مرضها النادر، ومن بينها مشهد طويل يظهر تفاصيل مؤلمة وهي تعاني من نوبة صرع، وعاجزة عن الحركة والتحدث.

## وصلات خارجية
- سيلين ديون على موقع IMDb (الإنجليزية)
- سيلين ديون على موقع ميتاكريتيك (الإنجليزية)
- سيلين ديون على موقع الموسوعة البريطانية (الإنجليزية)
- سيلين ديون على موقع روتن توميتوز (الإنجليزية)
- سيلين ديون على موقع ألو سيني (الفرنسية)
- سيلين ديون على موقع ميوزك برينز (الإنجليزية)
- سيلين ديون على موقع تيرنر كلاسيك موفيز (الإنجليزية)
- سيلين ديون على موقع أول موفي (الإنجليزية)
- سيلين ديون على موقع قاعدة بيانات الأفلام السويدية (السويدية)
- سيلين ديون على موقع إن إن دي بي (الإنجليزية)
- ترجمة كلمات اغاني سيلين ديون من مدبلج